# 纪仁凤
纪仁凤（1955年1月—），女，汉族，山东即墨人，中华人民共和国政治人物，曾任青海省人力资源和社会保障厅厅长，青海省政协副主席。